# Nouvelle (Quebec)
Nouvelle es un municipio canadiense situado en la provincia de Quebec.

## Superficie
Nouvelle tiene una superficie de 234,66 km².

## Demografía
En 2021, tenía 1782 habitantes, una densidad poblacional de 7,6 hab./km², y 931 viviendas.